# Beatrice di Bar (signora di Mantova)
Beatrice di Bar (1310 – Mantova, 1350) è stata una nobile francese.

## Biografia
Era la figlia terzogenita di Edoardo I di Bar, conte di Bar e di Maria di Borgogna.

## Discendenza
Sposò in terze nozze nel 1340 Guido Gonzaga, signore di Mantova che aveva sei figli:
- Ugolino (1320-1362), si sposò tre volte: con Verde della Scala (?-1340) (sorella di Mastino II della Scala), con Emilia Della Gherardesca e con Caterina Visconti (figlia di Matteo II Visconti, morì assassinato dai fratelli il 14 ottobre 1362;
- Ludovico, III capitano del popolo di Mantova;
- Francesco (m. 1369), sposò Eletta da Polenta. Il figlio Sagramoso fu vescovo di Mantova nel 1386;
- Bernabò (m. 1366);
- Margherita, sposò nel 1353 Jacopino da Carrara, signore di Padova;
- Rinaldo.

## Ascendenza
|                        |                    |                         | Genitori                           |  |  | Nonni |  |  | Bisnonni          |  |  | Trisnonni        |  |
|                        |                    |                         |                                    |  |  |       |  |  | Tebaldo II di Bar |  |  | Enrico II di Bar |  |
|                        |                    |                         |                                    |  |  |       |  |  | Tebaldo II di Bar |  |  | Enrico II di Bar |  |
|                        |                    | Filippa di Dreux        |                                    |  |  |       |  |  | Tebaldo II di Bar |  |  |                  |  |
| Enrico III di Bar      |                    |                         |                                    |  |  |       |  |  | Tebaldo II di Bar |  |  |                  |  |
|                        |                    | Giovanna di Toucy       | Giovanni di Toucy                  |  |  |       |  |  |                   |  |  |                  |  |
|                        |                    | Giovanna di Toucy       | Giovanni di Toucy                  |  |  |       |  |  |                   |  |  |                  |  |
|                        |                    | Giovanna di Toucy       | Emma di Laval                      |  |  |       |  |  |                   |  |  |                  |  |
| Edoardo I di Bar       |                    | Giovanna di Toucy       |                                    |  |  |       |  |  |                   |  |  |                  |  |
|                        |                    | Edoardo I d'Inghilterra | Enrico III d'Inghilterra           |  |  |       |  |  |                   |  |  |                  |  |
|                        |                    | Edoardo I d'Inghilterra | Enrico III d'Inghilterra           |  |  |       |  |  |                   |  |  |                  |  |
|                        |                    | Edoardo I d'Inghilterra | Eleonora di Provenza               |  |  |       |  |  |                   |  |  |                  |  |
| Eleonora d'Inghilterra |                    | Edoardo I d'Inghilterra |                                    |  |  |       |  |  |                   |  |  |                  |  |
|                        |                    | Eleonora di Castiglia   | Ferdinando III di Castiglia        |  |  |       |  |  |                   |  |  |                  |  |
|                        |                    | Eleonora di Castiglia   | Ferdinando III di Castiglia        |  |  |       |  |  |                   |  |  |                  |  |
|                        |                    | Eleonora di Castiglia   | Giovanna di Dammartin              |  |  |       |  |  |                   |  |  |                  |  |
| Beatrice di Bar        |                    | Eleonora di Castiglia   |                                    |  |  |       |  |  |                   |  |  |                  |  |
|                        | Ugo IV di Borgogna | Oddone III di Borgogna  |                                    |  |  |       |  |  |                   |  |  |                  |  |
|                        | Ugo IV di Borgogna | Oddone III di Borgogna  |                                    |  |  |       |  |  |                   |  |  |                  |  |
|                        | Ugo IV di Borgogna | Alice di Vergy          |                                    |  |  |       |  |  |                   |  |  |                  |  |
| Roberto II di Borgogna | Ugo IV di Borgogna |                         |                                    |  |  |       |  |  |                   |  |  |                  |  |
|                        |                    | Yolanda di Dreux        | Roberto III di Dreux               |  |  |       |  |  |                   |  |  |                  |  |
|                        |                    | Yolanda di Dreux        | Roberto III di Dreux               |  |  |       |  |  |                   |  |  |                  |  |
|                        |                    | Yolanda di Dreux        | Eleonora di Saint-Valéry           |  |  |       |  |  |                   |  |  |                  |  |
| Maria di Borgogna      |                    | Yolanda di Dreux        |                                    |  |  |       |  |  |                   |  |  |                  |  |
|                        |                    | Luigi IX di Francia     | Luigi VIII di Francia              |  |  |       |  |  |                   |  |  |                  |  |
|                        |                    | Luigi IX di Francia     | Luigi VIII di Francia              |  |  |       |  |  |                   |  |  |                  |  |
|                        |                    | Luigi IX di Francia     | Bianca di Castiglia                |  |  |       |  |  |                   |  |  |                  |  |
| Agnese di Francia      |                    | Luigi IX di Francia     |                                    |  |  |       |  |  |                   |  |  |                  |  |
|                        |                    | Margherita di Provenza  | Raimondo Berengario IV di Provenza |  |  |       |  |  |                   |  |  |                  |  |
|                        |                    | Margherita di Provenza  | Raimondo Berengario IV di Provenza |  |  |       |  |  |                   |  |  |                  |  |
|                        |                    | Margherita di Provenza  | Beatrice di Savoia                 |  |  |       |  |  |                   |  |  |                  |  |
|                        |                    | Margherita di Provenza  |                                    |  |  |       |  |  |                   |  |  |                  |  |